# Речная горилла
За́падная речна́я гори́лла, или Речна́я гори́лла (лат. Gorilla gorilla diehli), — подвид западной гориллы (Gorilla gorilla).

## Распространение
Распространена на границе между Камеруном и Нигерией. Обитает в тропических и субтропических широколиственных лесах. Западные речные гориллы — наиболее уязвимые из всех африканских приматов. 
Отличается от равнинного подвида в строении и размерах черепа и зубов. Описана как отдельный подвид в 2000 году, хотя предыдущие исследования тоже показывали различия между двумя подвидами.

## Охранный статус
Численность популяции западных речных горилл составляет около 280 особей, сосредоточенных примерно в 11 местах. Последние генетические исследования позволяют предположить, что эти места связаны с миграцией отдельных особей. От ареала равнинных горилл их отделяет 250 км расстояния. Потеря мест обитания и интенсивная охота способствовали снижению численности этого подвида. План сохранения речных горилл был разработан в 2007 году. Правительство Камеруна специально для этих целей создало национальный парк на границах с Нигерией. В парке проживает около 115 особей данного подвида.